# Stuart Rose, Baron Rose of Monewden
Stuart Alan Ransom Rose, Baron Rose of Monewden (* 17. März 1949 in Gosport, Hampshire) ist ein britischer Wirtschaftsmanager, Geschäftsmann und  Politiker der Conservative Party. Seit September 2014 ist er als Life Peer Mitglied des House of Lords.

## Leben

### Familie und Ausbildung
Roses Großeltern waren als zarentreue Anhänger der Weißen Bewegung (sog. White Emigré) nach der Oktoberrevolution 1917 Ende des Jahres 1917 nach China geflohen. Roses Großvater war Offizier in der Weißen Armee gewesen. Die Großeltern trennten sich bald nach der gemeinsamen Flucht. Ihr gemeinsamer Sohn, Roses Vater, dessen eigentlicher Name Igor Bryantzeff war, wurde von Nora Ransom, einer unverheirateten englischen Lehrerin, die Quäkerin war, faktisch adoptiert; sie brachte ihn nach Großbritannien, wo sie ihn aufzog und unterrichtete. Roses Vater, ein ehemaliger Angehöriger der Royal Air Force und Beamter, beantragte später die Umbenennung des ursprünglichen Familiennamens „Bryantzeff“ in den Familiennamen „Rose“. Roses Mutter Peggy hatte englische, schottische und griechische Vorfahren; sie wurde in Ägypten geboren, wo sie auch aufwuchs. Roses Eltern lernten sich in England kennen. Sie zogen nach Hampshire, wo Rose im März 1949 geboren wurde. Die junge Familie lebte in einem Wohnmobil in Warwickshire, bis Roses Vater eine Anstellung beim Imperial Civil Service in der Kolonialverwaltung von Tanganjika (heute: Tansania) erhielt. Rose war damals vier Jahre alt. Rose besuchte bis zu seinem 11. Lebensjahr die römisch-katholische St Joseph’s Convent School in Dar es Salaam. 1961, als er 12 Jahre alt war, kehrte die Familie nach England zurück. Seine Eltern schickten ihn dann auf die Bootham School, ein nicht-staatliches, von Quäkern geführtes Internat (sog. Boarding school) in York. Er besuchte kurzzeitig die University of Leeds, die er jedoch ohne Abschluss verließ. Seine erste Anstellung hatte er als Verwaltungsassistent (Administration Assistant) bei der BBC.

### Berufslaufbahn
1971 (nach anderen Quellen: 1972), trat Rose als Management Trainee bei dem britischen Einzelhandelsunternehmen Marks & Spencer ein. Bis 1975 war er als Abteilungsleiter (Store Departmental Manager) in verschiedenen Marks & Spencer-Filialen tätig. Von 1976 bis 1987 war er zunächst Merchandiser im Head Office, dann Einkäufer und stieg bis zum Leiter der Werbe- und Marketingabteilung (Head of department and group commercial executive) auf. Von 1987 bis 1989 war er dann als „European Commercial Director“ für die Marketing- und Werbestrategien des kompletten europäischen Marktes zuständig. Rose blieb bis 1989 bei Marks & Spencer.
Ab 1989 war er in verschiedenen Führungspositionen als Direktor bei mehreren Firmen des britischen Modeunternehmens Burton Group (Burtons Menswear) tätig, so bei Debenhams (1989–1991), bei Evans (als Managing Director 1991–1993) und bei Dorothy Perkins (Damenmode, als Managing Director 1993–1994). 1994 wurde er Chief Executive der Burton Group.
1997 wurde er Chief Executive des britischen Modeversandhandelsunternehmens Argos. Dort verteidigte er das Unternehmen lange Zeit erfolgreich gegen eine Übernahme des Home Shopping-Marktführers Great Universal Stores (GUS). Obwohl Rose die Übernahme schließlich nicht verhindern konnte, erhielt er große Anerkennung für sein Verhandlungsgeschick beim Aushandeln eines höheren Verkaufspreises für Argus. 1998 wurde Rose Chief Executive des britischen Lebensmittelgroßhandelsunternehmens Booker plc. Er war während seiner Führung für den Merger des Unternehmens mit der Supermarktkette Iceland verantwortlich, woraus die Big Food Group entstand.
2000 wurde Rose Chief Executive der Arcadia Group, die er 2002 wieder verließ, nachdem das Unternehmen aufgekauft worden war. Rose verkaufte die Arcadia Group zu einem Betrag von über 800 Millionen Pfund, wobei er für 25 Millionen Pfund als seinen Gewinnanteil behielt.
Im Mai 2004 wurde er, im Alter von bereits 56 Jahren, Chief Executive Officer (CEO) von Marks & Spencer. In der Folgezeit wehrte er erfolgreich mehrere Übernahmeversuche des britischen Unternehmens Philip Green ab und führte Marks & Spencer in eine Phase der wirtschaftlichen Regeneration. Im März 2008 wurde bekanntgegeben, dass Rose ab 1. Juni 2008 Vorstandsvorsitzender (Executive chairman) von Marks & Spencer werden soll. Im Juli 2008 wurde er zum Vorstandsvorsitzenden gewählt. Im Mai 2010 trat er nach der Ernennung von Marc Bolland als Chief Executive, im Juli 2010 dann als Executive Chairman zurück. Im Januar 2011, nach der Ernennung von Robert Swannell als Nachfolger, folgte auch sein Rücktritt als Chairman. Als Chairman war Rose persönlich für die sog. „Marks & Spencer's-Plan A-Politik“ verantwortlich. Rose entwickelte im Jahre 2007 einen Fünf-Jahres-Plan, bestehend aus 100 Programmpunkten. Innerhalb dieses Zeitraums sollte sich Marks & Spencer zu einem Unternehmen entwickeln, das auf den Gebieten des Umweltschutzes, der Müllvermeidung, der Klimaneutralität und der Nachhaltigkeit zu einem Vorreiter innerhalb der Modebranche werden sollte.
Am 19. Januar 2011 wurde Rose zum Non-executive Director von Woolworths Holdings Ltd, einem großen südafrikanischen Einzelhandelsunternehmens, das an der Börse in Johannesburg (Johannesburg Stock Exchange) gehandelt wird, bestellt. Am 6. September 2012 wurde Rose Non-executive Chairman von Dressipi.com, einem britischen Online-Modeshop, welcher Kleidung und Accessoires individuell nach dem Stil und den persönlichen Vorlieben der Kunden zusammenstellt. Am 22. Januar 2013 wurde bekanntgegeben, das Rose mit Wirkung zum 11. März 2013 Non-executive director und Vorsitzender (Chairman) von Ocado, einem britischen Internethändler für Lebensmittel, wird.

## Politik
Im Februar 2012 unterstützte Rose das umstrittene Arbeitsbeschaffungsprogramm der britischen Regierung, welches insbesondere arbeitslosen Jugendlichen Arbeitsgelegenheiten vermittelte. Er ermahnte arbeitslose Jugendliche, zurückzustecken und das Programm der Arbeitsgelegenheiten zu nutzen. Firmen und Unternehmen forderte er auf, sich auch, trotz Protesten und Demonstrationen gegen das Programm, weil die Arbeitsgelegenheit als Sklavenarbeit kritisierten, weiterhin am Programm zu beteiligen.
Im Dezember 2013 ergriff er Partei für Immigranten u. a. aus Bulgarien und Rumänien, die als Arbeitsmigranten nach Großbritannien kommen. Rose tat dies jedoch nicht im Hinblick auf Menschenrechte und die Allgemeine Gleichheit. Er nannte vielmehr als Gründe die wirtschaftlichen und finanziellen Vorteile, die Arbeitsmigranten für seine Firma und für die Wirtschaft ins Großbritannien bieten würden. Er führte aus, dass Immigranten auch diejenigen Jobs annehmen würden, die viele Briten nicht annehmen wollen. Immigranten seien für einige Firmen notwendig, um expandieren zu können und wettbewerbsfähig zu bleiben. Die Briten forderte Rose auf, nicht über die Immigrationspolitik zu lamentieren, sondern sich aktiv auf die Suche nach einem Job zu machen.
Im Februar 2014 wurde Sir Stuart Rose vom britischen Gesundheitsminister Jeremy Hunt zum Regierungsberater ernannt. Seine Aufgabe war es, die britische Regierung zur Situation der Frage der Krankenhäuser in Großbritannien zu beraten. Rose sollte die organisatorische Struktur in schlecht wirtschaftenden Krankenhäusern untersuchen und Verbesserungspotentiale und Lösungsmöglichkeiten innerhalb und außerhalb des National Health Service (NHS) aufzeigen.

## Mitgliedschaft im House of Lords
2010 kamen erstmals Spekulationen auf, dass Rose zum Life Peer ernannt und für die Conservative Party Mitglied des House of Lords werden sollte. Rose erhielt dann 2012 jedoch keinen Sitz im House of Lords.
Am 8. August 2014 wurde bekanntgegeben, dass Rose zum Life Peer ernannt und für die Conservative Party Mitglied des House of Lords wird. Er wurde als sog. „Working Peer“ berufen. Am 17. September 2014 wurde er formell zum Life Peer erhoben; er trägt den Titel Baron Rose of Monewden, of Monewden in the County of Suffolk. Er gehört dem House of Lords seit 17. September 2014 auch formell an. Am 30. Oktober 2014 wurde er, mit Unterstützung von Paul Myners, Baron Myners und Martha Lane Fox, Baroness Lane-Fox of Soho, offiziell ins House of Lords eingeführt und legte den Amtseid ab.
Als politische Schwerpunkte nennt Rose auf der offiziellen Internetpräsenz des House of Lords: Landwirtschaft, Tierschutz, Lebensmittelrecht, Ländliche Angelegenheiten, Umweltschutz, Energiepolitik und Verbraucherschutz. Von politischem Interesse sind für ihn insbesondere die Länder Südafrika und Australien.

## Auszeichnungen und Ehrungen
Im Januar 2007 wurde er für seine Verdienste um die wirtschaftliche Regenerierung von Marks and Spencer vom World Leadership Forum zum „2006 Business Leader of the Year“ gewählt. 2008 wurde er für seine Verdienste um den britischen Einzelhandel zum Knight Bachelor erhoben.
Im Juli 2010 wurde Rose von der University of Leeds, seiner früheren Universität, mit dem Ehrendoktortitel ausgezeichnet. Er erhielt einen „Honorary Doctor of Laws“ (LLB).

## Privates
Roses Mutter beging im Alter von 49 Jahren Suizid, als Rose 25 Jahre alt war. Sie nahm eine Überdosis Tabletten zusammen mit Alkohol ein. Sie litt lange Jahre an Depressionen. Mit seinem mittlerweile über 90-jährigen Vater trifft er sich jeden Monat einmal zum Lunch.
Rose lebt in Central London und in Suffolk. 1973 heiratete er Jennifer Cook in St Marylebone; aus der Ehe gingen ein Sohn und eine Tochter hervor. Nach der Trennung von seiner Ehefrau lebte Rose mit der Modejournalistin Kate Reardon zusammen.  Nach seiner Trennung von Reardon im Jahre 2009, und nach seinem Ausscheiden bei Marks & Spencer, erfolgte 2010 die Scheidung von seiner Ehefrau Jennifer.